# Woiwodschaft Bielsko-Biała

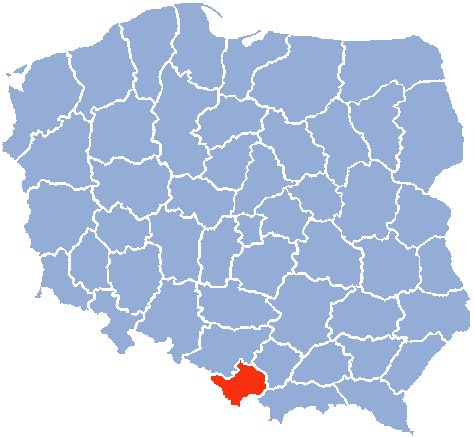
Politische Karte Polens, Woiwodschaft Bielsko-Biała rot hervorgehoben

Animierte Karte der administrativen Änderungen in der Woiwodschaft

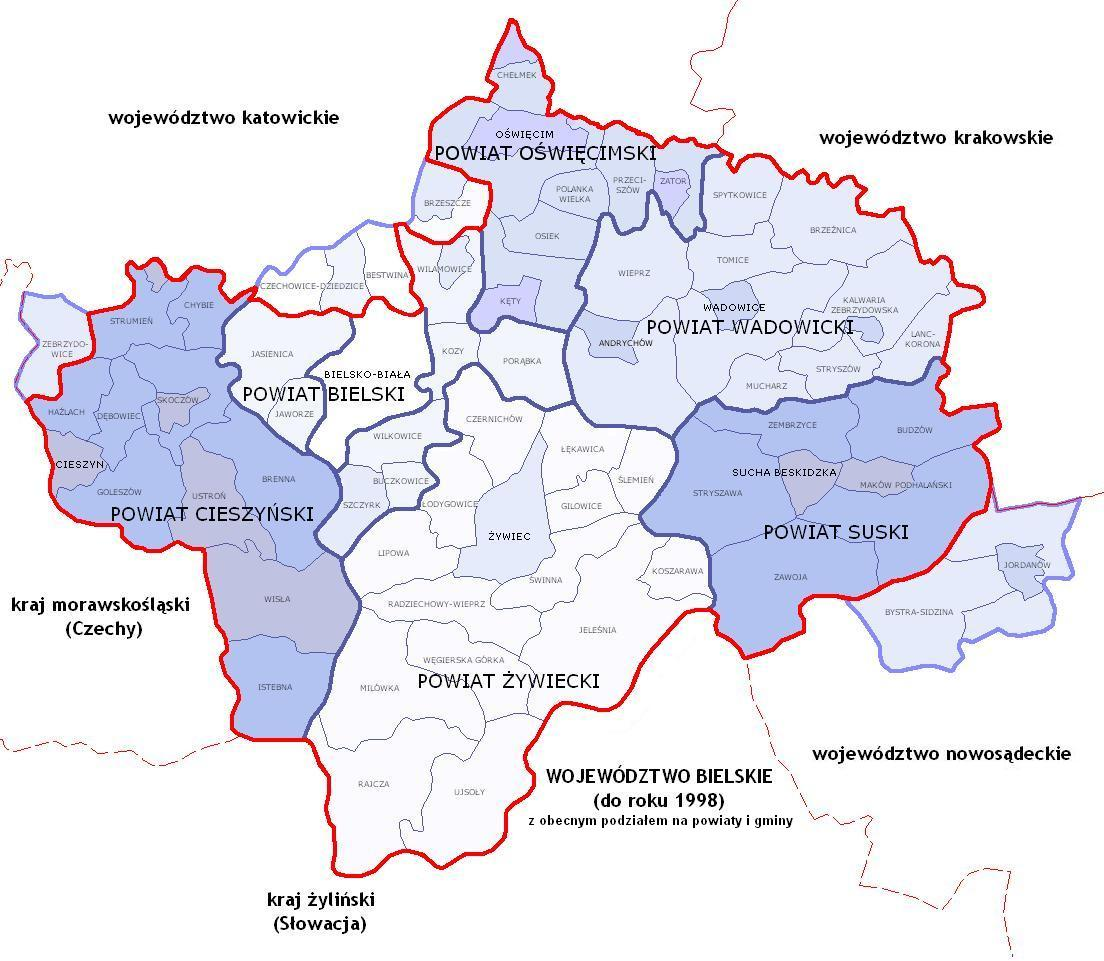
Woiwodschaft Bielsko-Biała im Verhältnis zu den heutigen Verwaltungsgrenzen

Woiwodschaft Bielsko-Biała in Bezug auf die Woiwodschaft Schlesien bzw. Katowice

Die Woiwodschaft Bielsko-Biała war in den Jahren 1975 bis 1998 eine polnische Verwaltungseinheit, die im Zuge einer Verwaltungsreform zu Teilen in den heutigen Woiwodschaften Kleinpolen und Schlesien aufging. Hauptstadt war Bielsko-Biała.

## Geographie
Die Woiwodschaft hatte eine Fläche von 3703 km². Sie grenzte an die Woiwodschaften Kattowitz im Norden, Krakau im Nordosten, Nowy Sącz im Südosten und im Westen an Tschechien sowie an die Slowakei im Süden. Der wichtigste Fluss war die Weichsel mit ihren rechten Zuflüssen Biała (deutsch Bialka), Soła und Skawa, die durch den Auschwitzer Becken im nördlichen Teil der Woiwodschaft flossen. Am westlichen Rand floss die Olsa, der rechte Zufluss der Oder. Die Schlesischen Beskiden, Kleinen Beskiden, Mittelbeskiden sowie die Saybuscher Beskiden befanden sich im südlichen Teil der Woiwodschaft. Der höchste Berg war Babia Góra (1725 m) an der Grenze zur Slowakei und Woiwodschaft Nowy Sącz.

## Geschichte
Die Doppelstadt Bielsko (Bielitz) und Biała (Biala) überwuchs die historischen Zentren Cieszyn (Teschen) und Oświęcim (Auschwitz) schon vor dem Ersten Weltkrieg.
Die heute oft kritisierte Reform der Verwaltung Polens aus dem Jahr 1975 ist dagegen in Bielsko-Biała allgemein gut beurteilt und erinnert. Für das Gebiet der Woiwodschaft wurde damals die Bezeichnung Podbeskidzie ([das Land] unterhalb der Beskiden) gebräuchlich, die die neue Identität des Gebiets in der Umgebung der Stadt Bielsko-Biała gegenüber Oberschlesien sowie Kleinpolen betonte. Im Jahr 1975 hatte die Woiwodschaft 779.000 Einwohner, 18 Städte und 52 Gemeinden. 1998 die Woiwodschaft hatte 927.500 Einwohner (248 pro km²) und gehörte zu den erfolgreichsten in Polen, über 40 % arbeitete in der Schwer- und Leichtindustrie (wie in nur 7 anderen Woiwodschaften in Polen). Die Arbeitslosigkeit (9,1 %) war die viertniedrigste im Staat. Viele Bewohner und Politiker (u. a. Grażyna Staniszewska), besonders in ihrer Hauptstadt selbst, protestierten gegen die Auflösung der Woiwodschaft und dem Anschluss an die Woiwodschaft Schlesien.
Die Städte waren (Einwohnerzahlen von 1998):
| - Bielsko-Biała – 180.300 - Oświęcim – 43.900 - Cieszyn – 37.600 - Żywiec – 32.400 - Andrychów – 23.000 - Wadowice – 19.500 - Kęty – 19.500 - Ustroń – 15.900 - Skoczów – 15.800 | - Wisła – 11.800 - Sucha Beskidzka – 9.900 - Chełmek – 9.400 - Maków Podhalański – 5.900 - Szczyrk – 5.600 - Kalwaria Zebrzydowska – 4.500 - Zator – 3.600 - Strumień – 3.400 - Wilamowice – 2.800 |

## Liste der Woiwoden
- Józef Łabudek (1975–1981)
- Stanisław Łuczkiewicz (1981–1987)
- Franciszek Strzałka (1987–1990)
- Mirosław Styczeń (1990–1994)
- Andrzej Sikora (1997–1998)